# Lijst van rijksmonumenten aan de Geldersekade
Een overzicht van de 68 rijksmonumenten aan de Geldersekade in Amsterdam.
| Object                                                                                               | Oorspronkelijke functie? | Bouwjaar                                           | Architect         | Locatie           | Coördinaten?                  | Nr.? | Afbeelding        |
| --- | ------------------------ | -------------------------------------------------- | ----------------- | ----------------- | ----------------------------- | ---- | ----------------- |
| Pand met klokgevel                                                                                   | Gebouw                   | derde kwart 18e eeuw                               |                   | Geldersekade 1    | 52° 22' 33" NB, 4° 54' 10" OL | 1126 | Meer afbeeldingen |
| Pand met klokgevel                                                                                   | Gebouw                   | mogelijk derde kwart 18e eeuw                      |                   | Geldersekade 3    | 52° 22' 33" NB, 4° 54' 9" OL  | 1127 | Meer afbeeldingen |
| Pand met gevel onder rechte lijst met gesneden puilijst                                              | Gebouw                   | eerste helft 19e eeuw                              |                   | Geldersekade 5    | 52° 22' 33" NB, 4° 54' 9" OL  | 1128 | Meer afbeeldingen |
| Huis, vanwege de zandstenen afdekkingen van de klokvormige top, en de twee stenen jaartallinten      | Gebouw                   | 1686                                               |                   | Geldersekade 7    | 52° 22' 33" NB, 4° 54' 9" OL  | 1129 | Meer afbeeldingen |
| Huis met door een 20e-eeuwse trappentop beëindigde gevel                                             | Gebouw                   | eerste helft 18e eeuw of ouder (kern)              |                   | Geldersekade 11   | 52° 22' 33" NB, 4° 54' 9" OL  | 1130 | Meer afbeeldingen |
| Huis, waarvan de latere gevel in de 2e helft van de 19e eeuw zeer is verbouwd                        | Gebouw                   | vermoedelijk 17e eeuw (kern)                       |                   | Geldersekade 13   | 52° 22' 32" NB, 4° 54' 9" OL  | 1131 | Meer afbeeldingen |
| Huis waarvan de latere gevel wordt beëindigd door een klokvormige top onder rollagen (19e eeuw)      | Gebouw                   | 17e eeuw (kern)                                    |                   | Geldersekade 15   | 52° 22' 32" NB, 4° 54' 9" OL  | 1132 | Meer afbeeldingen |
| Pand met halsgevel met later fronton                                                                 | Gebouw                   | eerste helft 18e eeuw                              |                   | Geldersekade 17   | 52° 22' 32" NB, 4° 54' 9" OL  | 1133 | Meer afbeeldingen |
| Pand met klokgevel                                                                                   | Woonhuis                 | tweede kwart 18e eeuw                              |                   | Geldersekade 21   | 52° 22' 32" NB, 4° 54' 9" OL  | 1134 | Meer afbeeldingen |
| Pand met halsgevel                                                                                   | Woonhuis                 | tweede kwart 18e eeuw                              |                   | Geldersekade 23   | 52° 22' 32" NB, 4° 54' 9" OL  | 1135 | Meer afbeeldingen |
| Pand met gevel onder rollagen top 19e eeuw                                                           | Woonhuis                 | tweede kwart 18e eeuw                              |                   | Geldersekade 27A  | 52° 22' 32" NB, 4° 54' 9" OL  | 1136 | Meer afbeeldingen |
| Huis, vanwege de zandstenen afdekkingen van de klokvormige top                                       | Gebouw                   | derde kwart 19e eeuw                               |                   | Geldersekade 35   | 52° 22' 31" NB, 4° 54' 8" OL  | 1137 | Meer afbeeldingen |
| Huis, waarvan de latere gevel zijn bekroning heeft verloren                                          | Gebouw                   | vermoedelijk 17e eeuw (kern)                       |                   | Geldersekade 39   | 52° 22' 31" NB, 4° 54' 8" OL  | 1138 | Meer afbeeldingen |
| Pand met halsgevel                                                                                   | Gebouw                   | eerste helft 18e eeuw                              |                   | Geldersekade 41A  | 52° 22' 31" NB, 4° 54' 8" OL  | 1139 | Meer afbeeldingen |
| Pand met gevel onder rechte lijst met consoles                                                       | Gebouw                   | 18e eeuw                                           |                   | Geldersekade 43A  | 52° 22' 31" NB, 4° 54' 8" OL  | 1140 | Meer afbeeldingen |
| Pand met gevel onder in- en uitgezwenkte top, met gevelsteen                                         | Gebouw                   | tweede kwart 18e eeuw                              |                   | Geldersekade 45   | 52° 22' 31" NB, 4° 54' 8" OL  | 1141 | Meer afbeeldingen |
| Pand met gevel met stucversiering en deuromlijsting                                                  | Gebouw                   | 18e/19e eeuw                                       |                   | Geldersekade 47   | 52° 22' 30" NB, 4° 54' 8" OL  | 1142 | Meer afbeeldingen |
| Pand met gevel onder rechte lijst                                                                    | Gebouw                   | eerste helft 19e eeuw                              |                   | Geldersekade 53   | 52° 22' 30" NB, 4° 54' 8" OL  | 1143 | Meer afbeeldingen |
| Pand met gevel onder gesneden lijst met ingezwenkte verhoging. Gesneden deuromlijsting               | Gebouw                   | derde kwart 18e eeuw                               |                   | Geldersekade 55   | 52° 22' 30" NB, 4° 54' 8" OL  | 1144 | Meer afbeeldingen |
| Pand met gevel onder rechte lijst. Gesneden deurkalf en snijraam                                     | Gebouw                   | eerste helft 19e eeuw                              |                   | Geldersekade 57   | 52° 22' 30" NB, 4° 54' 8" OL  | 1145 | Meer afbeeldingen |
| Pand met gevel onder rechte lijst. Kelderpui 3e kwart 18e eeuw                                       | Gebouw                   | 18e/19e eeuw                                       |                   | Geldersekade 63   | 52° 22' 29" NB, 4° 54' 7" OL  | 1146 | Meer afbeeldingen |
| Pand met halsgevel, met oeils de boeuf en deuromlijsting                                             | Gebouw                   | eerste kwart 18e eeuw                              |                   | Geldersekade 65   | 52° 22' 29" NB, 4° 54' 7" OL  | 1147 | Meer afbeeldingen |
| Pand met halsgevel met gesneden puibalk                                                              | Gebouw                   | 18e/19e eeuw                                       |                   | Geldersekade 83A  | 52° 22' 28" NB, 4° 54' 7" OL  | 1148 | Meer afbeeldingen |
| Pand met gevel onder rollagentop met geblokte pui                                                    | Gebouw                   | eerste helft 19e eeuw                              |                   | Geldersekade 89   | 52° 22' 27" NB, 4° 54' 6" OL  | 1149 | Meer afbeeldingen |
| Hoekhuis met klokgevel en gebeeldhouwde trapvensters                                                 | Gebouw                   | 18e eeuw                                           |                   | Geldersekade 95   | 52° 22' 26" NB, 4° 54' 6" OL  | 1150 | Meer afbeeldingen |
| Dubbel hoekhuis met hoge trapgevel, versierd met kleine blokjes                                      | Woonhuis                 | kort na 1600                                       |                   | Geldersekade 97   | 52° 22' 26" NB, 4° 54' 6" OL  | 1151 | Meer afbeeldingen |
| Pand met gevel onder rechte lijst met triglyfen                                                      | Gebouw                   | mogelijk vierde kwart 18e eeuw                     |                   | Geldersekade 105A | 52° 22' 25" NB, 4° 54' 5" OL  | 1153 | Meer afbeeldingen |
| Hoekhuis met apart achterhuis; lisenengevel onder latere rollagentop met omlopende gesneden puibalk  | Gebouw                   | 1634                                               |                   | Geldersekade 107  | 52° 22' 25" NB, 4° 54' 5" OL  | 1154 | Meer afbeeldingen |
| Huis met gevel onder gebeeldhouwde lijst en attiek en twee zandstenen schoorstenen op het dwarse dak | Gebouw                   | tweede kwart 18e eeuw                              |                   | Geldersekade 119  | 52° 22' 23" NB, 4° 54' 4" OL  | 1155 | Meer afbeeldingen |
| Pand met klokgevel                                                                                   | Gebouw                   | tweede kwart 18e eeuw                              |                   | Geldersekade 121A | 52° 22' 22" NB, 4° 54' 4" OL  | 1156 | Meer afbeeldingen |
| Hoekhuis met gevel onder rechte lijst                                                                | Gebouw                   | mogelijk 18e eeuw                                  |                   | Geldersekade 123I | 52° 22' 22" NB, 4° 54' 4" OL  | 1157 | Meer afbeeldingen |
| Hoekhuis met gepleisterde gevels en balcon in de hoekpartij                                          | Gebouw                   | laatste helft 19e eeuw                             |                   | Geldersekade 2    | 52° 22' 35" NB, 4° 54' 7" OL  | 1158 | Meer afbeeldingen |
| Pand met gevel onder gesneden lijst en puntgevel aan de achterzijde                                  | Gebouw                   | ca. 1800                                           |                   | Geldersekade 4    | 52° 22' 35" NB, 4° 54' 7" OL  | 1159 | Meer afbeeldingen |
| Pand met gevel onder gesneden lijst en puntgevel met oeils de boeuf aan de achterzijde               | Woonhuis                 | 17e/18e eeuw                                       |                   | Geldersekade 6    | 52° 22' 35" NB, 4° 54' 7" OL  | 1160 | Meer afbeeldingen |
| Pand met gevel onder gesneden lijst met gesneden puilijst, deuromlijsting en kalf                    | Gebouw                   | ca. 1750                                           |                   | Geldersekade 8    | 52° 22' 35" NB, 4° 54' 6" OL  | 1161 | Meer afbeeldingen |
| Pand met gevel onder rechte lijst met consoles, waarvoor vier stoeppalen                             | Gebouw                   | ca. 1800                                           |                   | Geldersekade 10   | 52° 22' 34" NB, 4° 54' 6" OL  | 1162 | Meer afbeeldingen |
| Pand met gevel onder rijk gesneden lijst                                                             | Gebouw                   | vierde kwart 18e eeuw                              |                   | Geldersekade 12A  | 52° 22' 34" NB, 4° 54' 7" OL  | 1163 | Meer afbeeldingen |
| Pand met gevel onder rechte lijst met consoles                                                       | Woonhuis                 | 18e/19e eeuw                                       |                   | Geldersekade 14   | 52° 22' 34" NB, 4° 54' 6" OL  | 1164 | Meer afbeeldingen |
| Pand met gevel met gesneden lijst en gebeeldhouwde zandstenen pui waarin lod                         | Gebouw                   | tweede kwart 18e eeuw                              |                   | Geldersekade 16   | 52° 22' 33" NB, 4° 54' 6" OL  | 1165 | Meer afbeeldingen |
| Pand met gevel onder rechte lijst en voorzien van vensteromlijstingen                                | Woonhuis                 | derde kwart 19e eeuw                               |                   | Geldersekade 18A  | 52° 22' 33" NB, 4° 54' 6" OL  | 1166 | Meer afbeeldingen |
| Pand met klokgevel                                                                                   | Gebouw                   | tweede kwart 18e eeuw                              |                   | Geldersekade 38   | 52° 22' 31" NB, 4° 54' 5" OL  | 1167 | Meer afbeeldingen |
| Pand met klokgevel met gesneden pui                                                                  | Gebouw                   | derde kwart 18e eeuw                               |                   | Geldersekade 40   | 52° 22' 31" NB, 4° 54' 5" OL  | 1168 | Meer afbeeldingen |
| Voormalig tweelinghuis                                                                               | Gebouw                   | 18e eeuw                                           |                   | Geldersekade 46   | 52° 22' 31" NB, 4° 54' 5" OL  | 1169 | Meer afbeeldingen |
| Pand met gevel onder rechte lijst                                                                    | Gebouw                   | eerste helft 19e eeuw                              |                   | Geldersekade 50   | 52° 22' 30" NB, 4° 54' 5" OL  | 1170 | Meer afbeeldingen |
| Hoekhuis met pilastergevel onder rechte lijst en overgebouwde zijgevel                               | Gebouw                   | midden 17e eeuw                                    |                   | Geldersekade 52   | 52° 22' 30" NB, 4° 54' 4" OL  | 1171 | Meer afbeeldingen |
| Pand met gevel onder rechte lijst met consoles                                                       | Gebouw                   | ca. 1800                                           |                   | Geldersekade 58   | 52° 22' 30" NB, 4° 54' 4" OL  | 1173 | Meer afbeeldingen |
| Pand met klokgevel met versierde pui                                                                 | Woonhuis                 | derde kwart 18e eeuw                               |                   | Geldersekade 68I  | 52° 22' 29" NB, 4° 54' 4" OL  | 1174 | Meer afbeeldingen |
| Pand met klokgevel                                                                                   | Gebouw                   | derde kwart 18e eeuw                               |                   | Geldersekade 72I  | 52° 22' 29" NB, 4° 54' 4" OL  | 1175 | Meer afbeeldingen |
| Pand met halsgevel (xviii a/b                                                                        | Gebouw                   | eerste helft 18e eeuw                              |                   | Geldersekade 74   | 52° 22' 29" NB, 4° 54' 4" OL  | 1176 | Meer afbeeldingen |
| Pand met gevel onder rechte lijst                                                                    | Gebouw                   | eerste helft 19e eeuw                              |                   | Geldersekade 76   | 52° 22' 28" NB, 4° 54' 4" OL  | 1177 | Meer afbeeldingen |
| Pand met halsgevel met deurpartij                                                                    | Gebouw                   | 18e/19e eeuw                                       |                   | Geldersekade 78   | 52° 22' 28" NB, 4° 54' 4" OL  | 1178 | Meer afbeeldingen |
| De Seve Planeeten                                                                                    | Gebouw                   | 18e/19e eeuw                                       |                   | Geldersekade 80   | 52° 22' 28" NB, 4° 54' 4" OL  | 1179 | Meer afbeeldingen |
| Pand met pilaster-halsgevel met drie oeils-de-boeuf                                                  | Gebouw                   | 1605 (gevel 1644)                                  | Philips Vingboons | Geldersekade 82   | 52° 22' 28" NB, 4° 54' 3" OL  | 1180 | Meer afbeeldingen |
| Pand met gevel onder gesneden lijst met gesneden deur                                                | Gebouw                   | laatste kwart 18e eeuw                             |                   | Geldersekade 86   | 52° 22' 27" NB, 4° 54' 3" OL  | 1181 | Meer afbeeldingen |
| Pand met gevel onder rechte lijst met deur uit de tijd van de lijst                                  | Gebouw                   | 18e eeuw                                           |                   | Geldersekade 88A  | 52° 22' 27" NB, 4° 54' 3" OL  | 1182 | Meer afbeeldingen |
| Huis met gevel onder rechte lijst                                                                    | Gebouw                   | midden 17e eeuw                                    |                   | Geldersekade 90   | 52° 22' 27" NB, 4° 54' 3" OL  | 1183 | Meer afbeeldingen |
| Huis met gevel onder rechte lijst waarin consoles                                                    | Gebouw                   | midden 17e eeuw                                    |                   | Geldersekade 92   | 52° 22' 26" NB, 4° 54' 3" OL  | 1184 | Meer afbeeldingen |
| Pand met gevel onder rechte lijst met drie flesbalusters op de stoep                                 | Gebouw                   | 18e eeuw ca. 1800                                  |                   | Geldersekade 94   | 52° 22' 26" NB, 4° 54' 3" OL  | 1185 | Meer afbeeldingen |
| Pand met halsgevel met wapen in de afdekking                                                         | Woonhuis                 | 1728                                               |                   | Geldersekade 96   | 52° 22' 26" NB, 4° 54' 3" OL  | 1186 | Meer afbeeldingen |
| Verbouwd pand met rechte lijst en gebroken kap                                                       | Gebouw                   | 18e eeuw (kern) eerste helft 19e eeuw (verbouwing) |                   | Geldersekade 102  | 52° 22' 25" NB, 4° 54' 2" OL  | 1187 | Meer afbeeldingen |
| Verbouwd pand met rechte gevellijst en gebroken kap                                                  | Werk-woonhuis            | 18e eeuw (kern) eerste helft 19e eeuw (verbouwing) |                   | Geldersekade 104  | 52° 22' 25" NB, 4° 54' 2" OL  | 1188 | Meer afbeeldingen |
| Pand met gevel onder rechte lijst                                                                    | Gebouw                   | 17e eeuw                                           |                   | Geldersekade 106  | 52° 22' 25" NB, 4° 54' 2" OL  | 1189 | Meer afbeeldingen |
| Huis met klokgevel                                                                                   | Gebouw                   | 17e eeuw 18e eeuw                                  |                   | Geldersekade 110  | 52° 22' 25" NB, 4° 54' 2" OL  | 1190 | Meer afbeeldingen |
| Pand met gevel onder latere punttop                                                                  | Gebouw                   | 17e eeuw                                           |                   | Geldersekade 112  | 52° 22' 25" NB, 4° 54' 2" OL  | 1191 | Meer afbeeldingen |
| Huis met gevel onder latere klokvormige top, waarin gevelsteen                                       | Gebouw                   | eerste helft 17e eeuw                              |                   | Geldersekade 114  | 52° 22' 24" NB, 4° 54' 2" OL  | 1192 | Meer afbeeldingen |
| Pand met gevel onder punttop                                                                         | Gebouw                   | 18e/19e eeuw                                       |                   | Geldersekade 116  | 52° 22' 24" NB, 4° 54' 2" OL  | 1193 | Meer afbeeldingen |
| Pand met gevel onder rechte lijst                                                                    | Gebouw                   | derde kwart 19e eeuw                               |                   | Geldersekade 120  | 52° 22' 24" NB, 4° 54' 2" OL  | 1194 | Meer afbeeldingen |
| Huis met latere gevel onder klokvormige top met rollagen                                             | Gebouw                   | waarschijnlijk 17e eeuw                            |                   | Geldersekade 130  | 52° 22' 24" NB, 4° 54' 1" OL  | 1195 | Meer afbeeldingen |